# 1964年の文学
1964年の文学（1964ねんのぶんがく）では、1964年（昭和39年）の文学に関する出来事について記述する。

## できごと
- 1月 - 大島みち子の『若きいのちの日記』（大和書房）が刊行される。同書は1964年年間ベストセラーの総合4位を記録した[1]。
- 1月21日 - 第50回芥川龍之介賞・直木三十五賞（1963年下半期）の選考委員会開催。
- 2月 – 中央公論社から『日本の文学』〈全80巻〉の刊行が始まる（1970年10月まで）。編集委員は、谷崎潤一郎、川端康成、伊藤整、高見順、三島由紀夫、大岡昇平、ドナルド・キーン
- 2月19日 - 尾崎士郎が死去。
- 3月27日―29日 - 新日本文学会第11回大会、武井昭夫による一般活動報告をめぐって紛糾、大会後に江口渙・霜多正次・西野辰吉・津田孝の4名が除籍となる。
- 5月6日 - 佐藤春夫が死去。
- 10月10日―24日 – 三島由紀夫が東京オリンピックにおける毎日・朝日・報知新聞3社の特派員記者として文章執筆[2]。

## 受賞

### 日本国内
- 第50回（1963年下半期）芥川賞・直木賞（1月）
  - 芥川賞 - 田辺聖子『感傷旅行』
  - 直木賞 - 安藤鶴夫『巷談本牧亭』、和田芳恵『塵の中』
- 第51回（1964年上半期）芥川賞・直木賞（7月）
  - 芥川賞 - 柴田翔『されどわれらが日々──』
  - 直木賞 - 該当作なし
- 群像新人文学賞（第7回） - 三好三千子『どくだみ』
- 女流文学賞（第3回） - 野上弥生子『秀吉と利休』
- 毎日芸術賞（第6回） - 三島由紀夫『絹と明察』

### 日本国外
- ノーベル文学賞 -  ジャン＝ポール・サルトル
- ゴンクール賞（1963年度） - アルマン・ラヌー 『Quand la mer se retire』

## 1964年の本

### 小説・戯曲
- 安部公房 『他人の顔』（講談社）、『水中都市』（新潮社）、『無関係な死』（新潮社）
- 小松左京 『日本アパッチ族』（光文社）
- 中井英夫 『虚無への供物』（講談社）
- 野上弥生子 『秀吉と利休』（中央公論社）
- 三島由紀夫 『肉体の学校』（集英社）、『喜びの琴 附・美濃子』（新潮社）、『絹と明察』（講談社）

### その他
- 大島みち子 『若きいのちの日記』（大和書房）
- 三島由紀夫 『私の遍歴時代』（講談社）、『第一の性』（集英社）

## 死去
- 2月19日 - 尾崎士郎、愛知県出身の小説家。66歳没。
- 2月28日 - 辰野隆、日本のフランス文学者。75歳没。
- 4月5日 - 三好達治、大阪府出身の詩人。63歳没。
- 4月11日 - ハネス・ボク、米国の美術家・小説家。49歳没。
- 4月14日 - レイチェル・カーソン、米国の生物学者・著述家。『沈黙の春』の著者として知られる。56歳没。
- 5月6日 - 佐藤春夫、和歌山県出身の小説家・詩人。72歳没。
- 6月4日 - サムイル・マルシャーク、ロシアの作家。76歳没。
- 8月3日 - フラナリー・オコナー、米国の小説家。39歳没。
- 8月12日 - イアン・フレミング、イギリスの小説家。56歳没。
- 9月22日 - 佐々木邦、日本の小説家・英文学者。81歳没。
- 12月29日 - 三木露風、兵庫県出身の詩人・童謡作家。75歳没。